# Dominikus Moling
Dominikus Moling (auch Domëne oder Domenico; ≈ 28. August 1691 in Wengen, Südtirol; † 27. Mai 1761 ebenda) war ein ladinischer Bildhauer des Barock.

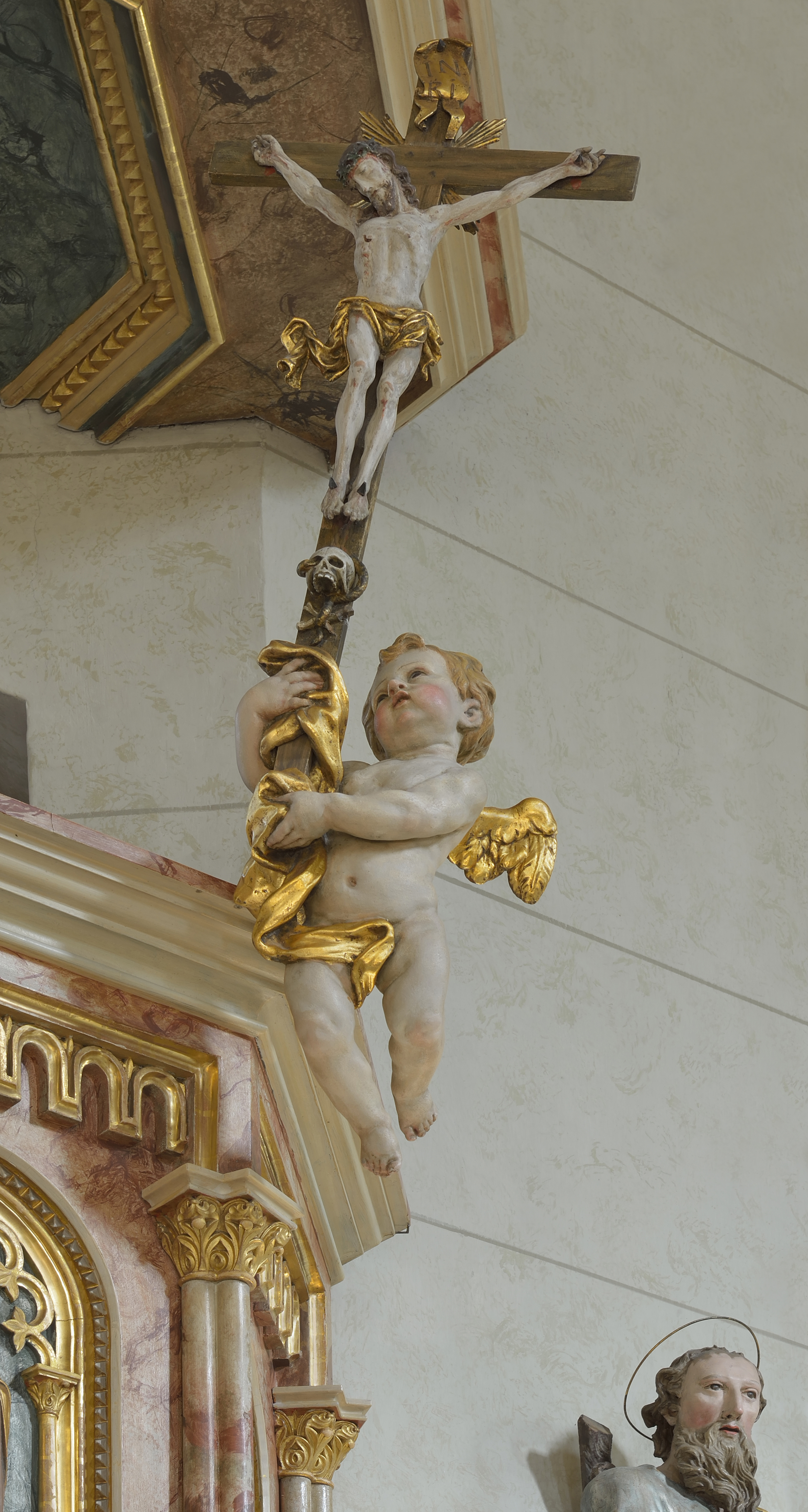
Putto an der Kanzel und rechts Statue des heiligen Andreas, beide von Domëne Moling, in der Pfarrkirche St. Genesius in Wengen

## Leben
Dominikus Moling war der älteste Sohn von sechs Kindern des Christian Moling und der Maria de Terza, die einen Hof im Weiler Morin in Wengen besaßen. In den Kirchenbüchern ist nur sein Tauf-, nicht aber das Geburtsdatum verzeichnet, das nach dem Gebrauch der Zeit aber nur kurz davor oder sogar am selben Tag gewesen sein muss. Die Schreibweise des Namens variiert in den Dokumenten zwischen Moling, Molling, Molin und Morin (ladinisch für „Mühle“).
Nachdem der Vater das künstlerische Talent seines Sohnes erkannt hatte, ermöglichte er ihm eine kostspielige Ausbildung zum Bildhauer, die das Erbteil des Sohnes um ein Vielfaches überstieg. Als erste Lehrer Molings werden ein Verwandter namens Johann sowie Jakob Härtl genannt. Nach wenigen Jahren wandte sich Moling, wie viele Ladiner aus dem abgelegenen Gadertal, ins Trentino. Dort wirkte er über mehrere Jahrzehnte in der Werkstatt des Cristoforo Benedetti in Castione bei Brentonico, welche für ganz Tirol zahlreiche Altäre und Skulpturen schuf. In den Anfangsjahren arbeitete er als anonymes Werkstattmitglied, so dass man ihm zunächst keine bestimmten Werke zuweisen kann; spätestens ab 1736 trat er aber unter seinem eigenen Namen als Subunternehmer der Benedetti auf. Man darf sich die Zusammenarbeit mit Benedetti aber nicht als kontinuierlich vorstellen, sondern durch lange Jahre der Abwesenheit unterbrochen.
So war Moling in Venedig, wo er für Engländer Kopien antiker Bildwerke herstellte. Hier traf er möglicherweise 1726 mit Balthasar Permoser zusammen, der ihn nach Dresden einlud. Auch Permoser brauchte für seine Großaufträge ständig eine Zahl von Bildhauern, die für ihn arbeiteten. Moling erlernte bei Permoser die Elfenbeinschnitzerei. Er blieb bei ihm bis zu dessen Tod 1732, verließ danach aber rasch Dresden und ging wieder nach Italien. In Dresden hatte er Antonio Corradini kennengelernt, und in Venedig scheint er Kontakt zu Giovanni Maria Morlaiter gehabt zu haben. Es folgte eine Rom-Reise, über deren Dauer nichts bekannt ist.
Moling nahm seine Zusammenarbeit mit der Werkstatt der Benedetti wieder auf, die mittlerweile vom Sohn des Cristoforo, Teodoro, geleitet wurde, und ließ sich in Mori nieder. Ab den 1740er Jahren hatte er wieder vermehrt Kontakt mit seiner ladinischen Heimat, für die er nun auch verschiedene Aufträge in Wengen und andernorts ausführte. Mitte der 1750er Jahre baute er sich im Weiler Morin ein Haus, das noch heute erhalten und wegen der darin hergestellten Heiligenfiguren als la ćiasa ai sanć bekannt ist. In den letzten Lebensjahren dürfte er saisonal zwischen seiner Heimat und dem Trentino gependelt sein. Seine zwölf Jahre jüngere unverheiratete Schwester Catharina führte ihm bis an sein Lebensende den Haushalt und half dem Bruder auch bei dessen künstlerischer Arbeit. Ob ihr ganze Skulpturen zuzuschreiben sind, ist aber umstritten.
Dominikus Moling starb 1761 in seinem Haus in Wengen. Seine Persönlichkeit wird als einfach, aber integer geschildert. Er war von kräftiger Gestalt und sprach nach übereinstimmendem Zeugnis gerne dem Wein zu. Er kann nicht ungebildet gewesen sein, da er zahlreiche deutsch- und italienischsprachige Bücher hinterließ. Von direkten Schülern Molings ist nichts bekannt, sein 1734 geborener Neffe Matthias war aber ebenfalls Bildhauer.

## Werk
Dominikus Moling gilt als einer der bedeutendsten ladinischen Bildhauer. Er beschäftigte sich gleichermaßen mit der Stein- und Holzskulptur sowie mit der Elfenbeinschnitzerei. Da kein einziges seiner Werke signiert ist, ist eine einwandfreie Zuschreibung nicht immer möglich. Aus den ersten vier Lebensjahrzehnten des Künstlers ist keine einzige Urheberschaft gesichert. So bleiben lediglich 32 Skulpturen und 7 Elfenbeinschnitzereien, die zweifelsfrei von Moling stammen, für seine künstlerische Beurteilung. Dabei handelt es sich fast ausschließlich um Figuren für Altäre im Tiroler Raum:
- Skulpturen am Annenaltar, weißer Marmor, lebensgroß, Innsbrucker Dom (1726)
- Statuen am Hochaltar, rötlicher Marmor, lebensgroß, Innsbrucker Dom (1726–1728/1729)
- Christus an der Geißelsäule, Marmor, 32 cm, Innsbruck, Tiroler Landesmuseum Ferdinandeum, Inv.-Nr. P 165 (um 1730)
- Zwei unbekannte Heilige, Hl. Gertrud, Hl. Dominikus, jeweils Holz, 133 cm, Diözesanmuseum Brixen (um 1735/1740)
- Neptunbrunnen, Marmor, Statue ca. 185 cm, Piazza Battisti, Rovereto (1736)
- Statuen der Maria, des Johannes und Engel am Kreuztragungsaltar, weißer Marmor, St. Michael, Brixen (1739)
- Engel am Mariahilfaltar, weißer Marmor, S. Marco in Rovereto (1741)
- Seitenstatuen der hll. Dominikus und Rosa von Lima, weißer Marmor, 200 cm, Pfarrkirche Riva del Garda (1744)
- Skulpturen am Hochaltar, Carrara-Marmor, Pfarrkirche Mori (vor 1745)
- Kanzel aus Wengen, Holz, Innsbruck, Tiroler Landesmuseum Ferdinandeum, Inv.-Nr. P 1094 (1745/1746)
- Skulpturen der hll. Franz von Sales, Theresia von Avila und zwei Engel, weißer Marmor aus Castione, je ca. 185 cm, Seitenaltar, Pfarrkirche von Riva del Garda (1745/1746)
- Statuen der hll. Petrus und Paulus und mehrerer Engel, Carrara-Marmor, je 190 cm, Hochaltar, Brixner Dom (1749–1752)
- Immaculata, Holz, 128 cm, Wengen, Pfarrkirche St. Genesius (um 1750)
- Immaculata, Holz, 130 cm, Andraz, Filialkirche zur heiligen Dreifaltigkeit (um 1750)
- Prozessionsfigur der Maria im Typus der Immaculata, Holz und Stoff, 130 cm, St. Kassian, Pfarrkirche (um 1750)
- Statuen der hll. Christophorus, Oswald und Engel, Carrara-Marmor, 170 cm, Johannes-von-Nepomuk-Altar, Brixner Dom (1754–1756)
- Büsten zweier heiliger Bischöfe, Holz, 75 cm, St. Martin in Thurn, Widum (um 1750/1760)
- Hl. Johannes von Nepomuk, Holz, 125 cm, St. Lorenzen, Pfarrkirche St. Laurentius (um 1750/60)
- Statuen der hll. Silvester, Genesius, Katharina, Andreas und Putten, Holz, jeweils ca. 135 cm, Wengen, Pfarrkirche St. Genesius (um 1755–1761)

Einige Elfenbeinskulpturen befinden sich im Tiroler Landesmuseum.